# Melanagromyza cordiophoeta
Melanagromyza cordiophoeta este o specie de muște din genul Melanagromyza, familia Agromyzidae, descrisă de Spencer în anul 1961. Conform Catalogue of Life specia Melanagromyza cordiophoeta nu are subspecii cunoscute.